# Фабрече (Витербо)
Фабрече (итал. Fabbrece) је насеље у Италији у округу Витербо, региону Лацио.
Према процени из 2011. у насељу је живело 110 становника. Насеље се налази на надморској висини од 198 м.